# Silandit
Silandit is een bestuurslaag in het regentschap Padang Sidempuan van de provincie Noord-Sumatra, Indonesië. Silandit telt 3491 inwoners (volkstelling 2010).